# اومایارا سانچز
اومیارا سانچز گارزون (اسپانیایی: Omayra Sanchez‎ زاده ۲۸ اوت ۱۹۷۲ – درگذشته در ۱۶ نوامبر ۱۹۸۵) دختری اهل کلمبیا بود که در فاجعهٔ آرمرو در حالی که تنها ۱۳ سال داشت در میان گل‌رود حاصل از آوار و یخ جان داد.
پس از اینکه گل‌رود خانهٔ او را کاملاً نابود کرد، سانچز در میان مخروبهٔ خانهٔ خود به دام افتاده و پس از ۶۰ ساعت بر اثر قانقاریا یا سرمازدگی  جان داد. شجاعت و وقار او در این هنگام تسکینی برای کارگران و آرام‌خاطری برای روزنامه‌نگاران بود.
سانچز با عکسی که فرانک فورنیر لحظاتی پیش از مرگ او از او گرفت به شهرت جهانی رسید و به سمبلی ماندگار تبدیل شد.
در ساعت‌های آغازین فاجعه او کاملاً زیر آوار بود اما داوطلبان متوجه دست او که از آوار بیرون آمده بود شدند و پس از اینکه بالاتنهٔ وی را آزاد کردند و برای آزاد کردن او تلاش کردند متوجه شدند که این کار بدون شکستن پاهای او غیرممکن است، هرگاه شخصی او را به بالا می‌کشید آب اطراف او بالا می‌آمد و از این رو برای غرق نشدن وی تایری دور او بستند تا هنگام عملیات نجات شناور باشد. غواصان مشاهده کردند که پاهای او زیر در گیر کرده و دست‌های بی‌جان خالهٔ او دور پاهای او گره زده شده.

## مرگ
علی‌رغم شرایطش سانچز نسبتاً مثبت‌اندیش بود. او برای یکی از داوطلبان اشعاری از گرمان سانتا ماریا براگان خواند و درخواست شکلات، غذا و نوشیدنی و با مصاحبه موافقت کرد. هنگامی که ترسیده بود شروع به دعا و گریه کرد و در شب آخر در مورد اینکه نمی‌خواهد مدرسه‌اش دیر شود هذیان می‌گفت. در برهه‌ای او از کسانی که برای نجاتش تلاش می‌کردند خواست که او را تنها بگذارند تا بتوانند استراحت کنند. ساعت‌ها بعد تلمبه‌ای آوردند اما پاهای او زیر مخلوط آوار و گل‌رود گیر کرده بود و در نبود امکانات پزشکی برای قطع عضو، پزشک‌های حاضر در آنجا مرگ او را بهتر دانستند.